# Departamento de Servicios Financieros de la Florida
El Departamento de Servicios Financieros de la Florida (Florida Department of Financial Services) es una agencia de Florida. Tiene su sede en Tallahassee.
En 1998 los votantes de Florida aprobó una enmienda de la Constitución de Florida. Por lo tanto, en vigor desde el enero de 2003, el Departamento de Seguros, el Jefe de Bomberos del Estado, el Tesoro Público, y el Departamento de Operaciones Bancarias y Finanzas fusionaron, formando el Departamento de Servicios Financieros.